# The Ultimate Collection
The Ultimate Collection är en DVD-utgåva med rockgruppen Big Countrys musikvideor mellan åren 1982 och 2000.

## Låtlista
| Låt | Titel                           | Originalalbum                 |
| --- | ------------------------------- | ----------------------------- |
| 1.  | Harvest Home                    | The Crossing                  |
| 2.  | Fields of Fire                  | The Crossing                  |
| 3.  | In a Big Country                | The Crossing                  |
| 4.  | Chance                          | The Crossing                  |
| 5.  | Wonderland                      | Wonderland                    |
| 6.  | East of Eden                    | Steeltown                     |
| 7.  | Where the Rose Is Sown          | Steeltown                     |
| 8.  | Just a Shadow                   | Steeltown                     |
| 9.  | Look Away                       | The Seer                      |
| 10. | The Teacher                     | The Seer                      |
| 11. | One Great Thing                 | The Seer                      |
| 12. | One Great Thing (12" Edition)   | One Great Thing (12" Single)* |
| 13. | Hold the Heart                  | The Seer                      |
| 14. | King of Emotion                 | Peace in Our Time             |
| 15. | Broken Heart (Thirteen Valleys) | Peace in Our Time             |
| 16. | Peace in Our Time               | Peace in Our Time             |
| 17. | Save Me                         | Save Me (Single)*             |
| 18. | Heart of the World              | No Place Like Home            |
| 19. | Republican Party People         | No Place Like Home            |
| 20. | Beautiful People                | No Place Like Home            |
| 21. | Fragile Thing                   | Driving to Damascus           |
| 22. | Perfect World                   | Driving to Damascus           |

- *Har ej förekommit på officiella album, endast på singlar och samlingsalbum.